# 1935 у літературі

## Нагороди
- Нобелівську премію з літератури цього року не присуджували.
- Гонкурівську премію отримав Жозеф Пейре за роман «Кров та світло».
- Премію Феміна отримала Клод Сільв.
- Премію Ренодо отримав Франсуа де Ру

## Народились
- 8 січня — Василь Симоненко, український поет і журналіст, шістдесятник.
- 15 січня — Роберт Сілверберг — американський письменник, відомий науково-фантастичними творами.
- 31 січня — Ое Кендзабуро — японський письменник.
- 24 лютого — Ригор (Григорій) Іванович Бородулін — поет і перекладач, Народний поет Білорусі.
- 21 червня — Франсуаза Саган (померла 2004) — французька письменниця.

## Померли
- 18 квітня — Панаїт Істраті (нар. 1884) — румунський письменник, який писав французькою мовою.
- 15 жовтня — Алампа — якутський письменник, один із засновників якутської літератури; жертва сталінського терору.